# Allium schisticola
Allium spirophyllum — вид рослин з родини амарилісових (Amaryllidaceae); ендемік Ірану. Вид тісно пов'язаний з A. sabalense й A. sahandicum тим, що має подібний колір квітів, але відрізняється характером листя, тичинкової нитки й листочків оцвітини.

## Опис
Найбільш характерні для нового виду тупі листки, які найширші біля кінчика. 2n = 2x = 16.

## Поширення
Ендемік Західного Азербайджану (Іран).